# IFMSA

Členové IFMSA napříč kontinenty.

International Federation of Medical Students' Associations (IFMSA) je nezávislá nepolitická organizace sdružující 127 poboček z 119 různých zemí. Byla založena v květnu roku 1951 jako důsledek poválečné vlny přátelství mezi studenty. Je přidružena k OSN (Organizace spojených národů) a WHO (Světová zdravotnická organizace) jako mezinárodní fórum studentů medicíny. Cílem IFMSA je podporovat mezinárodní spolupráci v odborném vzdělávání a šířit humanistické ideály. IFMSA poskytuje studentům medicíny příležitost ovlivnit praxi a vývoj v medicíně.

## Struktura
Činnost IFMSA je řízena stálými výbory (Standing commitees) pro různé oblasti.
- Standing Comitee on Professional Exchanges (SCOPE) – výbor pro výměnné klinické zahraniční stáže umožňuje studentům medicíny poznat lékařské praxe v zahraničí, v kontextu různých kultur. Stáže jsou bilaterální a unilaterální.
- Standing Committee on Research Exchange (SCORE) – výbor pro výměnné výzkumné zahraniční stáže byl založen v roce 1991, v průběhu 40. výročí IFMSA. Primárním cílem SCORE je poskytovat intenzivní a cílené výzkumné projekty, které umožní studentům medicíny rozšířit své znalosti ve specifických vědeckých oblastech podle svého výběru.
- Standing Committee on Public Health (SCOPH) – výbor pro veřejné zdravotnictví se věnuje projektům v oblasti prevence chorob a oslovuje širokou veřejnost.
- Standing Committee on Sexual and Reproductive Health including HIV/AIDS (SCORA) – výbor pro zdravou reprodukci a boj proti HIV/AIDS odráží vůli studentů medicíny vytvořit preventivní programy proti HIV a dalším pohlavně přenosným chorobám.
- standing Committee on Human Rights and Peace (SCORP) – výbor pro lidská práva a mír se snaží podporovat porozumění pro cizí kultury, poskytovat zázemí uprchlíkům a podílet se na projektech neziskových humanitárních organizací.
- Standing Committee on Medical Education (SCOME) – výbor pro lékařské vzdělávání slouží jako fórum pro diskusi o různých metodách, formách studia, obsahu curricul, komunikace na lékařských fakultách.

Mimo stálé výbory existuje ještě Trainind Division (TDiv), která se zabývá vzděláváním mediků a zdravotnických pracovníků zejména v oblasti soft-skills.

## IFMSA v České republice (IFMSA CZ)
Česká republika byla jedna ze zakládajících zemí IFMSA. Existuje 8 poboček při každé lékařské fakultě (Praha – 1.LF UK, 2.LF UK, 3.LF UK; LF MUNI v Brně; LF UP Olomouc; LF UK v Hradci Králové; LF UK v Plzni a LF OU v Ostravě). V čele organizace stojí výkonná rada, která sestává z prezidenta, dvou viceprezidentů pro vnitřní a vnější vztahy, hospodáře a národních koordinátorů pro každý z výše jmenovaných stálých výborů. Všichni koordinátoři se setkávají na valných hromadách, které se konají dvakrát ročně a to vždy na jaře a na podzim.